# 第85ヘリコプター海上戦闘飛行隊 (アメリカ海軍)
第85ヘリコプター海上戦闘飛行隊（だい85ヘリコプターかいじょうせんとうひこうたい、英: Helicopter Sea Combat Squadron 85、略称：HSC-85）は、アメリカ海軍太平洋艦隊ヘリコプター海上戦闘航空団隷下のヘリコプター部隊。愛称はファイアホークス（英: Firehawks）。1970年7月1日に第85ヘリコプター対潜飛行隊（英: Helicopter Anti-Submarine Squadron 85、略称：HS-85）としてカリフォルニア州アラメダ海軍航空基地で編成され、1994年10月に第85ヘリコプター戦闘支援飛行隊（英: Helicopter Combat Support Squadron 85、略称：HC-85）へ改編後、2006年2月に第85ヘリコプター海上戦闘飛行隊へ改編された。カリフォルニア州ノースアイランド海軍航空基地に所在し、多用途ヘリコプターとしてMH-60Sを運用する。なお、アメリカ海軍の予備役飛行隊となっているが、アメリカ海軍特殊戦コマンドなどへの特殊作戦支援任務を担っている。

## 歴代運用機
- 哨戒ヘリコプター
  - SH-3A/D/H
- 救難ヘリコプター
  - HH-60H
- 多用途ヘリコプター
  - MH-60S

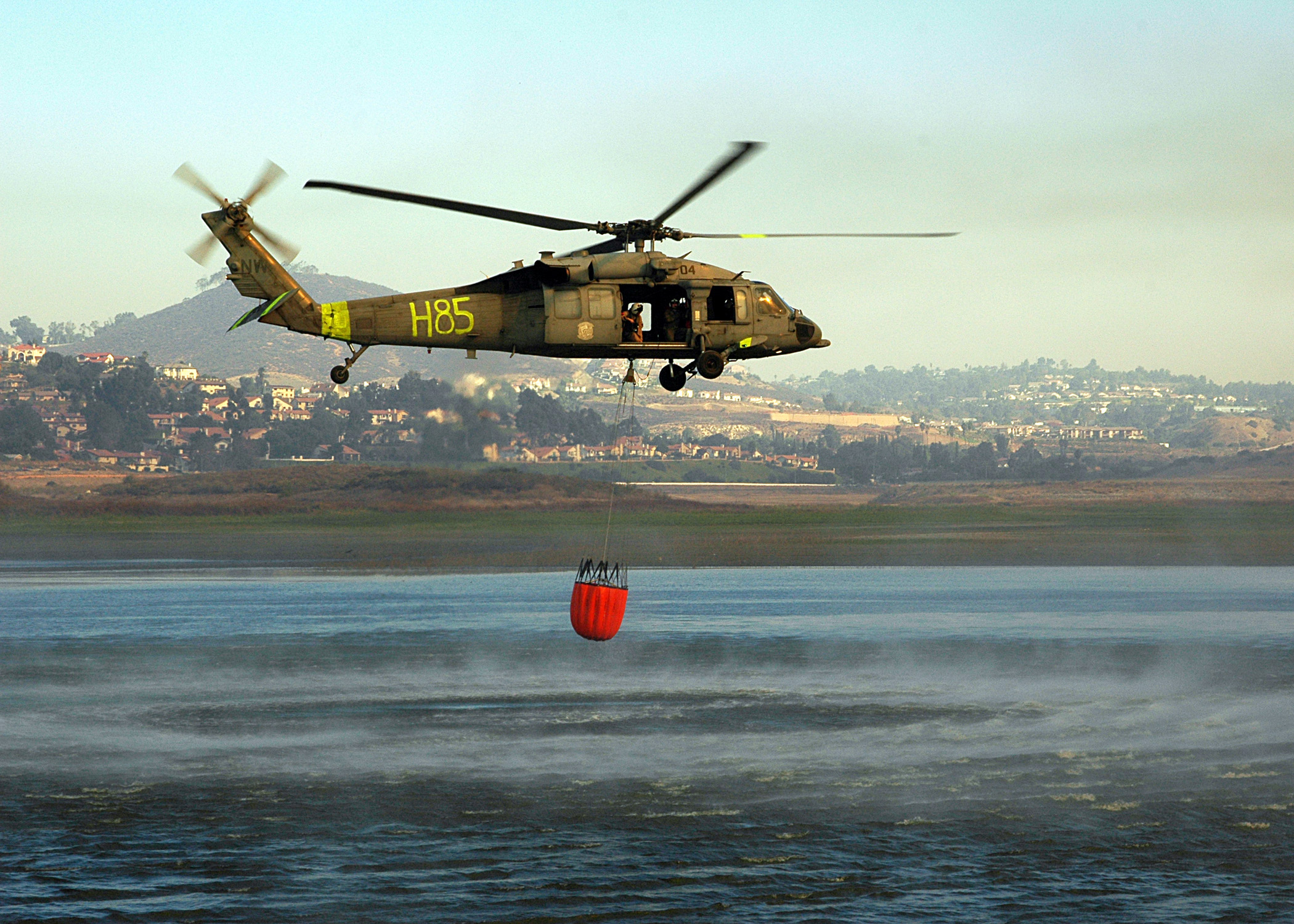
HSC-85で運用するMH-60S